# Voith Maxima
Unter dem Namen Maxima vertrieb die Voith Turbo Lokomotivtechnik, eine Zweigniederlassung der Voith Turbo GmbH & Co. KG, vier- und sechsachsige Streckenlokomotiven mit dieselhydraulischem Antrieb für den Güter- und Personenverkehr. Zum Zeitpunkt ihrer Indienststellung war das größte Modell der Serie, die inzwischen nicht mehr hergestellte Maxima 40 CC, die weltweit stärkste einmotorige sechsachsige dieselhydraulische Lokomotive.

## Geschichte
Die Maxima 40 CC war die erste Lokomotive, die eigenständig von der Firma Voith Turbo Lokomotivtechnik GmbH & Co. KG konzipiert und gebaut wurde. Bereits in den 1990er Jahren hatte Voith das Getriebe LS 640 reU2 entwickelt, mit dem MaK Vossloh eine entsprechend leistungsstarke Lokomotive bauen wollte. Vor dem Hintergrund der Vielzahl nach der Wende von der Deutschen Reichsbahn übernommenen sowjetischen Großdiesellokomotiven der DR-Baureihe 132 verzichtete die Deutsche Bahn jedoch auf einen entsprechenden Entwicklungsauftrag an Vossloh. Wegen der unsicheren Zukunft des Lokomotivbaus bei Vossloh und um die Entwicklungskosten wieder einzuspielen, wagte Voith schließlich die Konstruktion und den Bau einer eigenen Lokomotive. 
Voith fertigte die Lokomotiven in einer neu errichteten Fabrik auf dem Gelände des Kieler Nordhafens direkt am Nord-Ostsee-Kanal. Ein Lizenzbau bei Legios in Tschechien war geplant, er kam aber nicht zustande. In Vorbereitung dessen wurde die Lokomotive L06-30003 von Mitarbeitern der Firma Legios in Kiel montiert. 
2006 wurde eine Maxima 40 CC auf der InnoTrans in Berlin vorgestellt. Zwei Jahre später folgte die weitestgehend baugleiche Maxima 30 CC, die jedoch einen kleineren Motor und damit eine um 850 kW geringere Leistung hat. Im Jahr 2008 wurde auf der gleichen Messe die Maxima 20 BB präsentiert, mit der sich Voith um einen Auftrag der DB über bis zu 200 Streckendiesellokomotiven bewarb. Die Entscheidung der DB fiel schließlich zugunsten der Bombardier Traxx DE ME aus. Auch die im Vergleich zu dieselelektrischen Wettbewerbern gleicher Leistungsklasse geringere Masse führte zu keinen Aufträgen. Sie unterscheidet sich vor allem durch den schwächeren Dieselmotor, die vierachsige Konfiguration und eine geringere Achslast von den größeren Varianten.
Insgesamt wurden folgende Varianten angeboten:
| Typ                          | Maxima 20 BB | Maxima 20 LBB | Maxima 30 CC | Maxima 30 LCC | Maxima 40 CC   |
| ---------------------------- | ------------ | ------------- | ------------ | ------------- | -------------- |
| Achsformel                   | B’B’         | B’B’          | C’C’         | C’C’          | C’C’           |
| Leistung (kW)                | 2000         | 2400          | 2750         | 3200          | 3500           |
| Höchstgeschwindigkeit (km/h) | 120 (140)*   | 140 (160)*    | 120          | 120           | 120            |
| Anfahrzugkraft (kN)          | 281          | 301           | 432          | 412           | 408 (max. 519) |
| Masse in t                   | 72–82        | 76–90         | 126          | 120           | 126–135        |

* optional
Das deutsche Eisenbahn-Bundesamt erteilte am 23. Dezember 2008 die Zulassung für die Maxima 40CC. 2008 und 2009 wurden Testfahrten auf dem Eisenbahnversuchsring Velim absolviert.

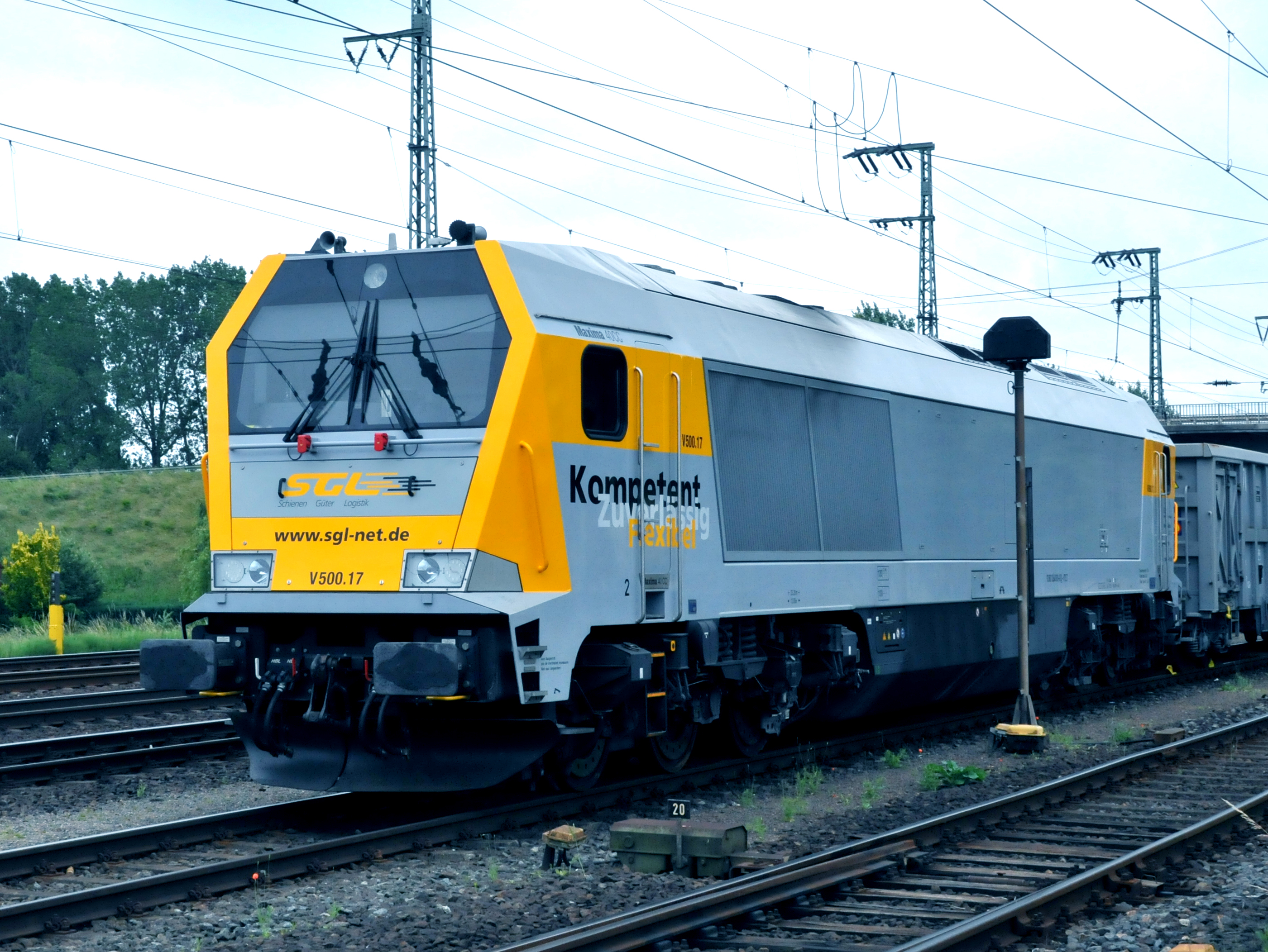
Voith Maxima, SGL V500.17 (26. Juni 2006)

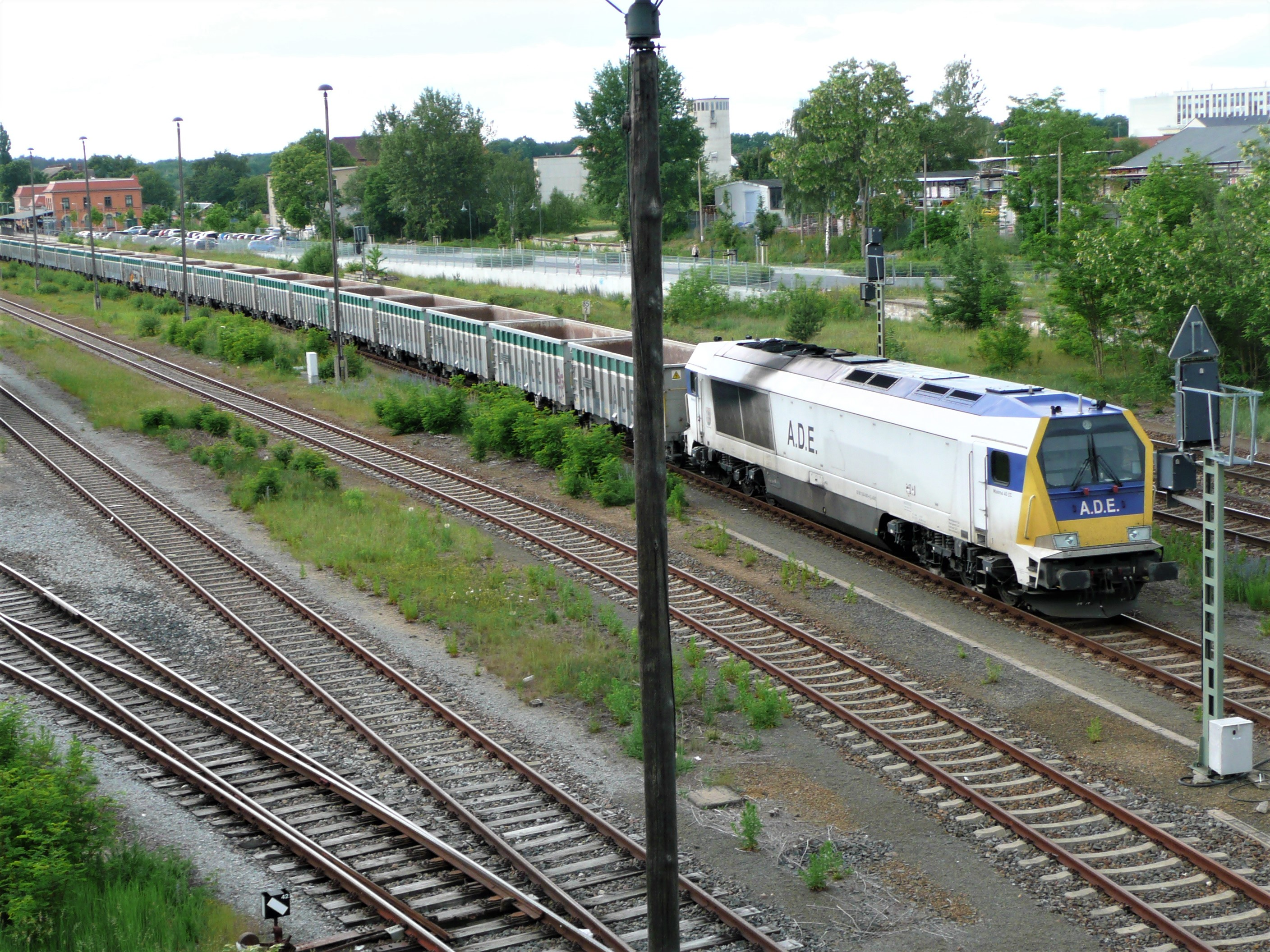
Voith Maxima 40 CC der A.D.E. Eisenbahnverkehrsunternehmen GmbH vor Güterzug in Radeberg (2020)

Mitte Februar 2008 waren 77 Exemplare der Maxima bestellt. 
Der größte Kunde war Ox-traction, der 15 Maxima 30 CC und 40 CC bestellte und einen Rahmenvertrag über 23 Exemplare unterzeichnete. Ox-traction N.V. war allerdings selbst zu 44 % im Besitz von Voith Turbo. Im Herbst 2010 stellte Ox-traction seine Geschäftstätigkeit ein, womit auch sämtliche Bestellungen des Unternehmens obsolet werden. Letztlich wurden damit bis zur Produktionseinstellung im Jahr 2010 nur 13 Maxima 40 CC und sechs Maxima 30 CC gefertigt. 2014 wurde der Lokomotivbau von Voith vollständig aufgegeben.
Für die Unterhaltung der Fahrzeuge schloss Voith einen Vertrag mit der Häfen und Güterverkehr Köln AG (HGK) über die Einrichtung einer Zentralwerkstatt für Europa in Brühl-Vochem.

## Konstruktive Merkmale
Der Lokkasten besteht aus Stahl. Beide Führerstände bieten zwei Sitze (einen für den Lokführer und einen zusätzlichen Beimannsitz). Das Bedienpult ist an ein Einheitsführerpult der Deutschen Bahn angelehnt und nach ergonomischen Grundsätzen gestaltet. Beide Führerstände sind klimatisiert und mit Fußboden- und Fußstützenheizung ausgestattet.
Die Maxima 40 CC hat einen Viertakt-Dieselmotor des Typs ABC 16 V DZC der Anglo Belgian Corporation, der eine betriebliche Anfahrzugkraft von 408 kN und eine maximale Anfahrzugkraft von 519 kN ermöglicht. Die 30 CC wird durch einen Zwölfzylindermotor (ABC 12 V DZC) desselben Herstellers angetrieben. Die Höchstgeschwindigkeit der Maxima 30 CC und 40 CC beträgt 120 km/h, die kleineren Varianten 20 BB und 20 LBB erreichen Geschwindigkeiten von 120 (optional 140) und 140 (optional 160) km/h.
Die Lok hat ein Turbosplitgetriebe Voith LS 640 reU2, das einen getrennten Schleuderschutz für die zwei Drehgestelle ermöglicht. Zum Bremsen stehen eine dynamische und eine pneumatische Bremse zur Verfügung. Der kleinste befahrbare Bogenradius beträgt 80 Meter. Der Kraftstofftank fasst bei den sechsachsigen Versionen bis zu 9000 l Treibstoff (bis zu 10 000 l bei den 30 CC) während es bei den 20 BB bis zu 5000 l sind.
Das Design der Voith Maxima wurde von der Firma ma design erarbeitet und 2007 mit dem Red Dot Award ausgezeichnet.

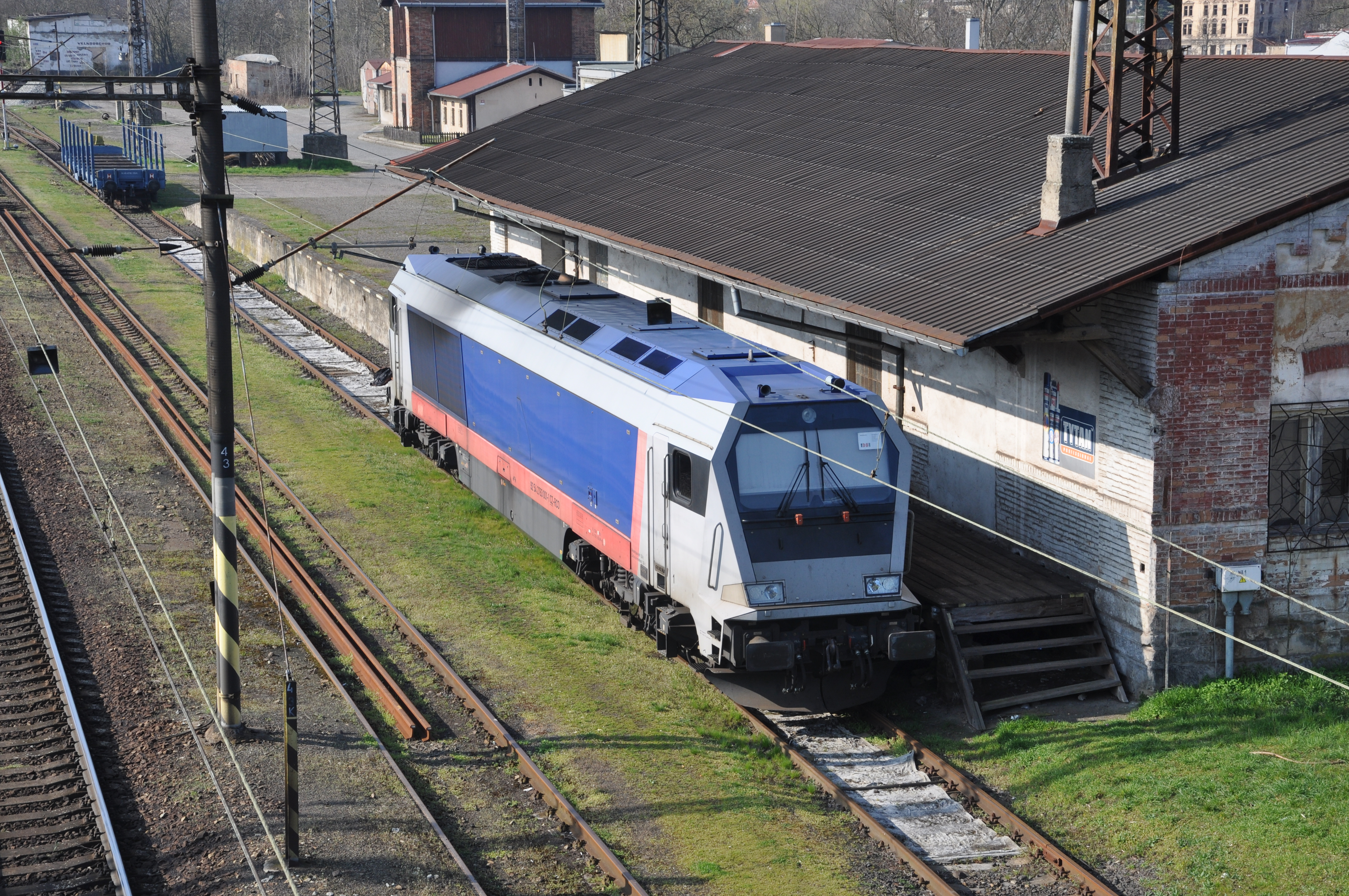
Dachpartie
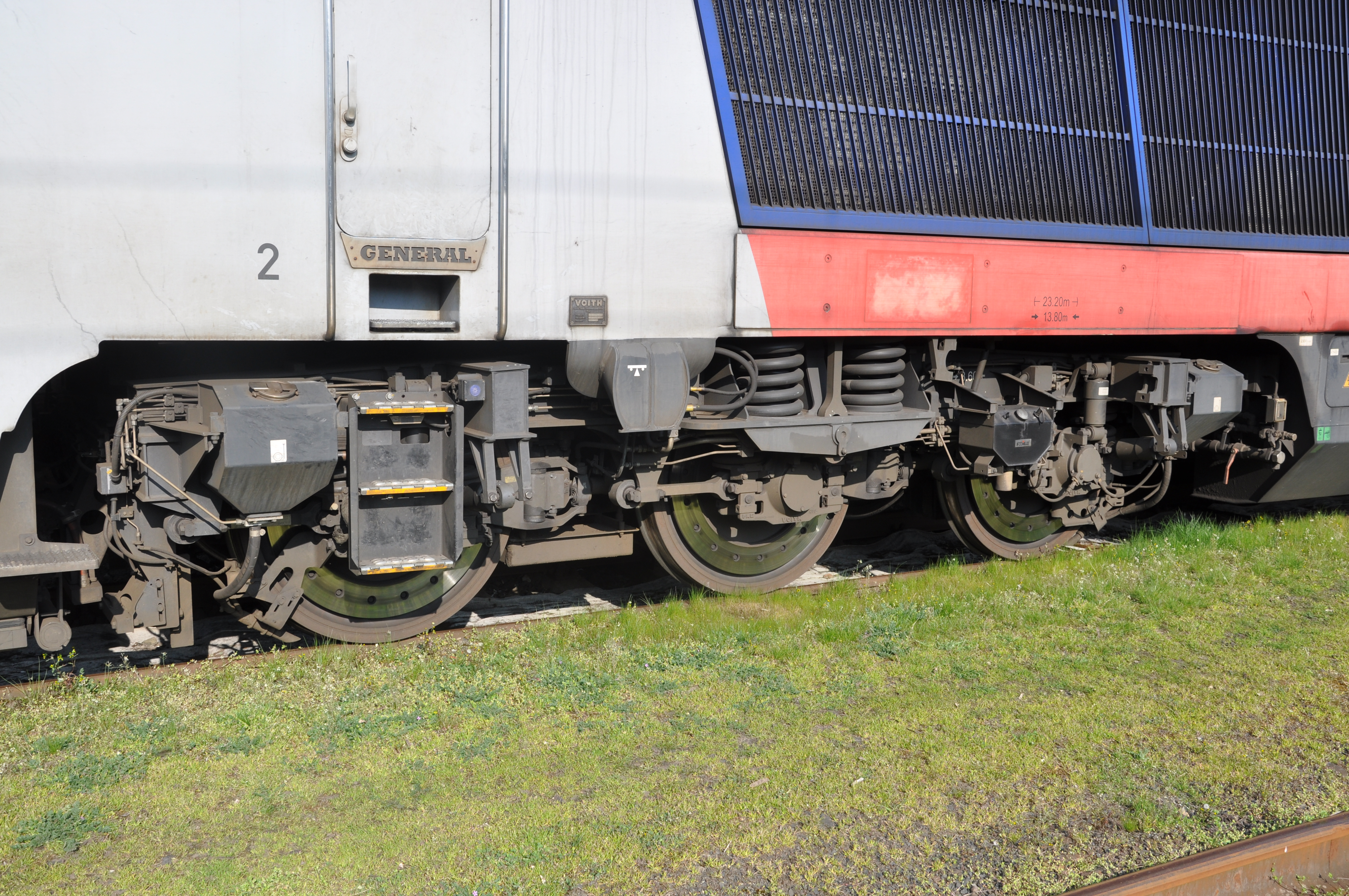
Drehgestell